# Intelsat 604
O Intelsat 604 (IS-604), anteriormente denominado de Intelsat VI F-4, foi um satélite de comunicação geoestacionário construído pela Hughes Aircraft. Ele esteve localizado na posição orbital de 157 graus de longitude leste e era de propriedade da Intelsat, empresa sediada atualmente em Luxemburgo. O satélite foi baseado na plataforma HS-389 e sua expectativa de vida útil era de 13 anos. O mesmo foi desativado em abril de 2006 e foi enviado para uma órbita cemitério.

## História
O Intelsat 604 foi o terceiro de cinco satélites Intelsat VI a ser lançado. A série Intelsat VI foi construído pela Hughes Aircraft, baseado em torno do modelo HS-389.
O Intelsat 604 foi inicialmente operado em uma órbita geoestacionária com um perigeu de 35.692 km (22.178 milhas), um apogeu de 35887 km (22.299 milhas), e 0,3 graus de inclinação, porém com o tempo sua órbita tornou-se mais inclinado.
Após a sua chegada em órbita geoestacionária, o Intelsat 604 foi implantado em uma longitude de 38 graus oeste. Foi movido para 27,5 graus oeste em janeiro de 1991, onde funcionou até fevereiro de 1992. De outubro de 1992 a março de 2002, foi operado a 60 graus leste. Depois de deixar essa posição, ele foi posicionado a 157 graus leste em agosto de 2002 a setembro de 2005. Sua implantação final foi de fevereiro a março de 2006, em 177,85 graus. O satélite foi desativado em 6 de abril de 2006, após ter sido movido para uma órbita cemitério.

## Lançamento
O satélite foi lançado com sucesso ao espaço no dia 23 de junho de 1990, às 11:19 UTC, por meio de um veículo Commercial Titan III a partir da Estação da Força Aérea de Cabo Canaveral, na Flórida, EUA. Ele tinha uma massa de lançamento de 4.215 kg.

## Capacidade
O Intelsat 604 era equipado com 38 transponders em banda C e 10 em banda Ku.